# Titian Ramsay Peale
Pour les articles homonymes, voir Peale.
Titian Ramsay Peale est un naturaliste et un artiste américain, qui s'est intéressé à la photographie, né le 17 novembre 1799 à Philadelphie et mort le 13 mars 1885.

## Biographie
Il est le fils du peintre et naturaliste Charles Willson Peale (1741-1827). Il étudie l’anatomie à l’université de Pennsylvanie. Il se marie tout d’abord avec Eliza Cecilia La Forgue en 1822 puis à Lucy Mullen. Il aura six enfants de ces deux mariages.
Il travaille avec son frère Rubens Peale (1784-1864), conservateur du musée de Philadelphie de 1816 à 1818.
En 1817, il rejoint alors une expédition organisée par l’Academy of Natural Sciences of Philadelphia qui explore la Floride et la Géorgie. Cette expédition comprend Thomas Say (1787-1843), George Ord (1781-1856) et William Maclure (1763-1840). Plus tard, en 1819, il est l’assistant de Say dans une expédition dans les Montagnes Rocheuses conduite par Stephen Harriman Long (1784-1864). La collection récoltée alors est conservée par l’Academy of Natural Sciences et inclut 122 dessins réalisés par Peale.

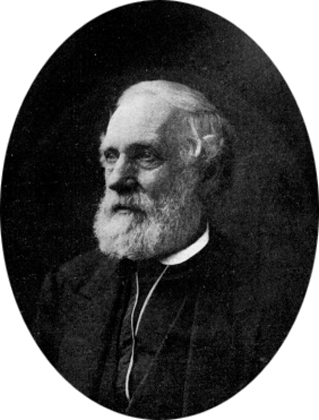
Titian Ramsay Peale.

De 1821 à 1824, il est assistant au Muséum de Philadelphie. Il expose quatre aquarelles lors d’une exposition de 1822. En 1824, il est envoyé par Charles-Lucien Bonaparte (1803-1857) en Floride pour y collecter des spécimens. Il fait partie d’une commission chargée d’explorer les mers du sud dirigée par Charles Wilkes (1798-1877).
À partir de 1855, Peale devient un photographe amateur enthousiaste ; il rejoint un club local avec d'autres photographes amateurs et participe à des excursions, des échanges de photos et des concours. À la fin de la Guerre de Sécession en 1865, son intérêt pour la photographie s'est émoussé et il n'a plus pris de photos qu'occasionnellement
Il est l’illustrateur de nombreux ouvrages, notamment Lepidoptera Americana en 1833 et Mammalia and Ornithology en 1838-1842). Il réalise également les illustrations du livre American Entomology (1824-1828) de Thomas Say et d’American Ornithology de Bonaparte (1825-1833).